# Fabbes BBS
Fabbes BBS är en KOM-baserad BBS som ägs och drivs av Fabian Norlin sedan den öppnade officiellt den 12 november 1993. I dokumentärfilmen BBS – nätet innan webben firas 23-årsjubileum och Norlin ställer sig frågan "Är min BBS den mest långlivade BBS:en i Sverige?" utan svar. Fabbes BBS körs på en Amiga 4000 med BBS-programmet NiKom.
Fabbes BBS var också ansluten till Fidonet. Fokus på BBS:en har varit diskussionsareorna ("mötena"), onlinespelen samt de sociala sammankomster, vanligtvis fester i olika delar av Sverige som organiserats på BBS:en. 
1995 öppnades en tredje modem-nod för uppringande användare men tre år senare återstod endast en. I mitten av 1990-talet blev BBS:en även tillgänglig via telnet-förbindelser över Internet, vilket bidrog till att aktiviteten inte dog ut när många BBS:er lades ned i slutet av 90-talet. I september 1998 rapporterades 256 inloggningar per dygn, 2006 var motsvarande siffra mindre än 15.